# Motja

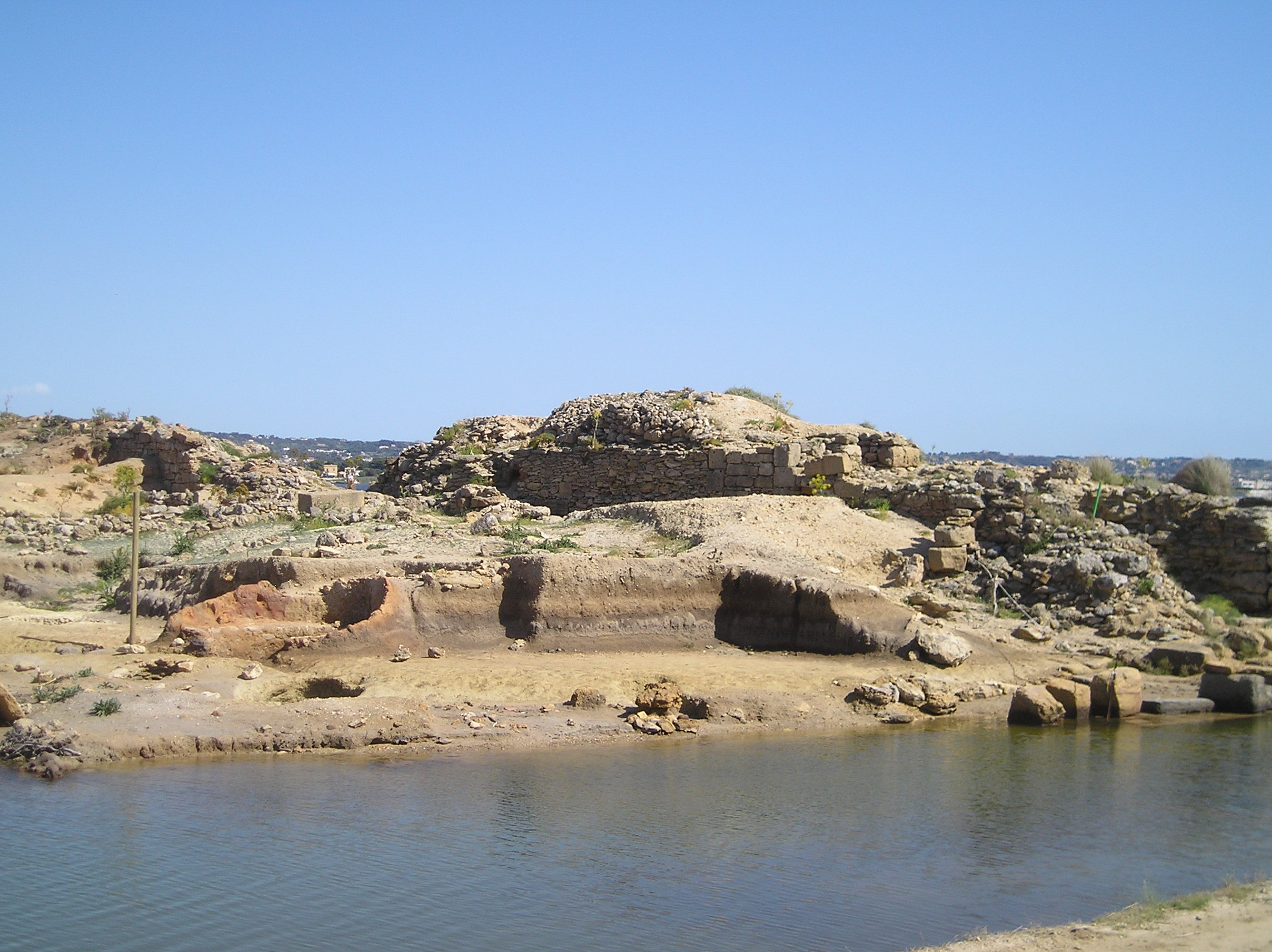
Fragment nadbrzeżnych ruin

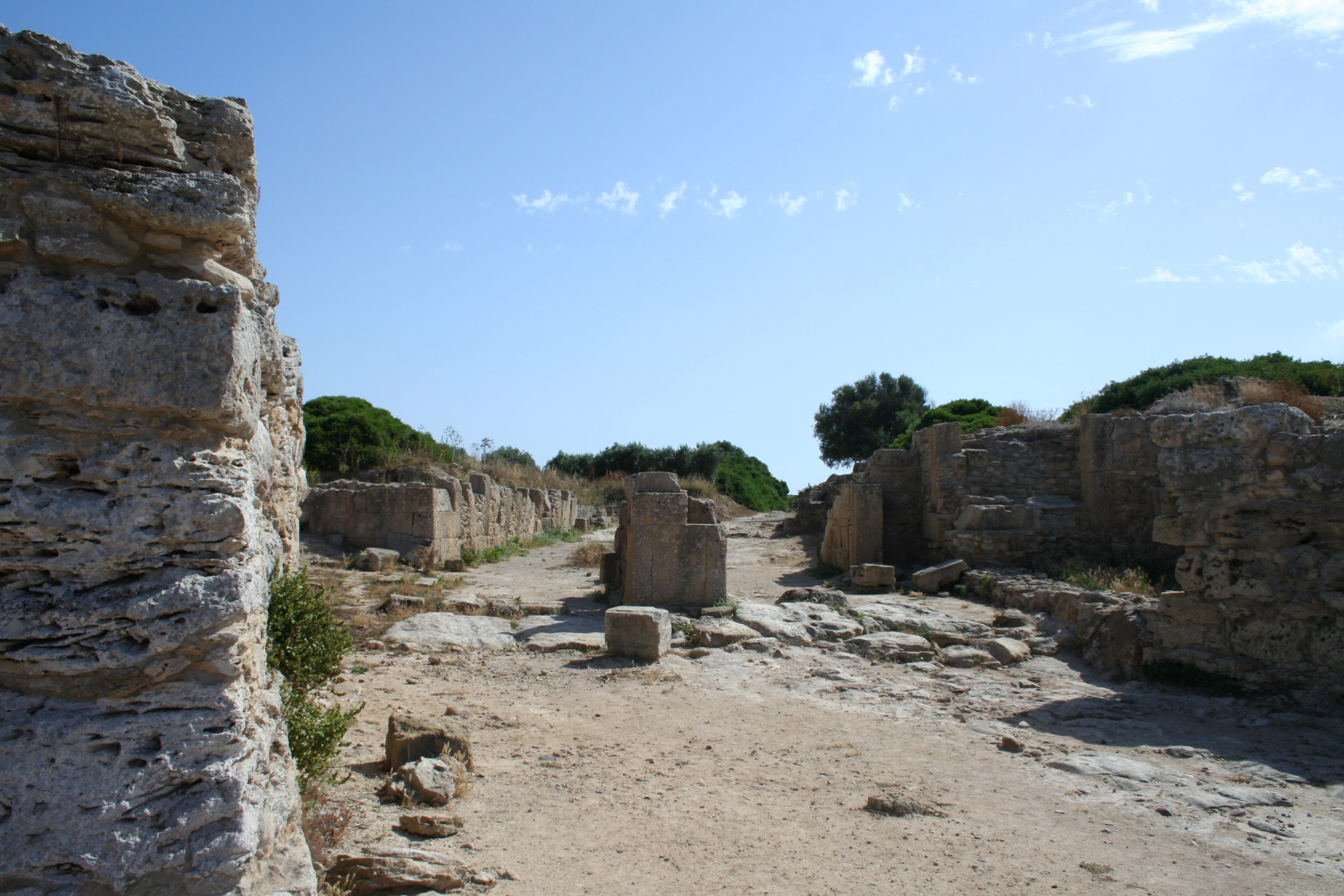
Ulica miasta punickiego

Motja, Motya (stgr. Μοτύη Motye, Μοτύα Motya, wł. Mozia, Mothia, syc. Mozzia) – starożytne miasto (ok. 800-397 r. p.n.e.) na wysepce u zachodniego wybrzeża Sycylii. 
Założona w VIII wieku p.n.e. przez Fenicjan jako miasto handlowe, usytuowane na niewielkiej, obronnej wyspie (o średnicy ok. 2 km) wewnątrz laguny i dostępnej jedynie drogą wodną. Później dostępne również dzięki wybudowanej grobli, którą mogły się poruszać pojazdy (rydwany) na wysokich kołach. 
Miasto przez wieki podlegało różnym wpływom kulturowym: fenickim, punickim (kartagińskim), egipskim i greckim, co potwierdzają dokonane na wyspie znaleziska. W 397 p.n.e. splądrowały je greckie wojska pod wodzą Dionizjusza z Syrakuz, a zniszczeń dopełnili Kartagińczycy wykorzystując ruiny jako źródło surowca do budowy Lilybaeum – dzisiejszej Marsali. W czasach późniejszych wyspa służyła jedynie celom rolniczym.

## Stanowisko archeologiczne
Najważniejsze znaleziska archeologiczne to:
- marmurowy posąg przedstawiający woźnicę rydwanu (stylistycznie zapewne dzieło greckiego rzeźbiarza z pierwszej połowy V wieku p.n.e.), odkryty w 1979 roku[2];
- tzw. sanktuarium „Cappiddazzu” – długa budowla poświęcona nieznanemu bóstwu fenickiemu, otoczona murem z VI wieku p.n.e.; wewnątrz studnia datowana na VII wiek p.n.e., najstarszy obiekt na terenie sanktuarium[2].